# بيتزا إن
بيتزا إن هي سلسة مطاعم عالمية متميزة في صناعة البيتزا و خاصة البيتزا الأمريكية.
يقع المركز الرئيسي للشركة في مدينة ذا كولوني في ولاية تكساس.
بلغ عدد فروع المطاعم في أمريكا 158 مطعمًا في نهاية عام 2016.

## تاريخه
أنشئ هذا المطعم لأول مرة عن طريق اف، جاي.سبلمان في عام 1958 في جامعة ميثوريست الجنوبية بدالاس.

## فروع المطاعم العالمية
لهذا المطعم شعبية كبيرة في الشرق الأوسط حيث أن له سلسلة من المطاعم في الرياض وجدة ومسقط
و مدينة الكويت والدمام وتبلغ الآن عدد فروع هذا المطعم في الشرق الأوسط 35 فرعا.

## وصلات خارجية
- موقع بيتزا إن